# ستراک آراکلیان
ستراک آراکلی آراکلیان (ارمنی: Սեդրակ Առաքելի Առաքելյան؛ زاده ۲۹ دسامبر ۱۸۸۴ - درگذشته ۶ مارس ۱۹۴۲) نقاش اهل ارمنستان بود.

## زندگی‌نامه
وی در ۲۹ دسامبر ۱۸۸۴ در جهری به دنیا آمد و از مدرسه نقاشی، مجسمه‌سازی و معماری مسکو (۱۹۱۶) فارغ‌التحصیل گشت. وی همچنین برنده جوایزی همچون چهره هنری شایسته ارمنستان شوروی شد. وی در ۶ مارس ۱۹۴۲ در سن ۵۷ سالگی در ایروان درگذشت.

## نگارخانه

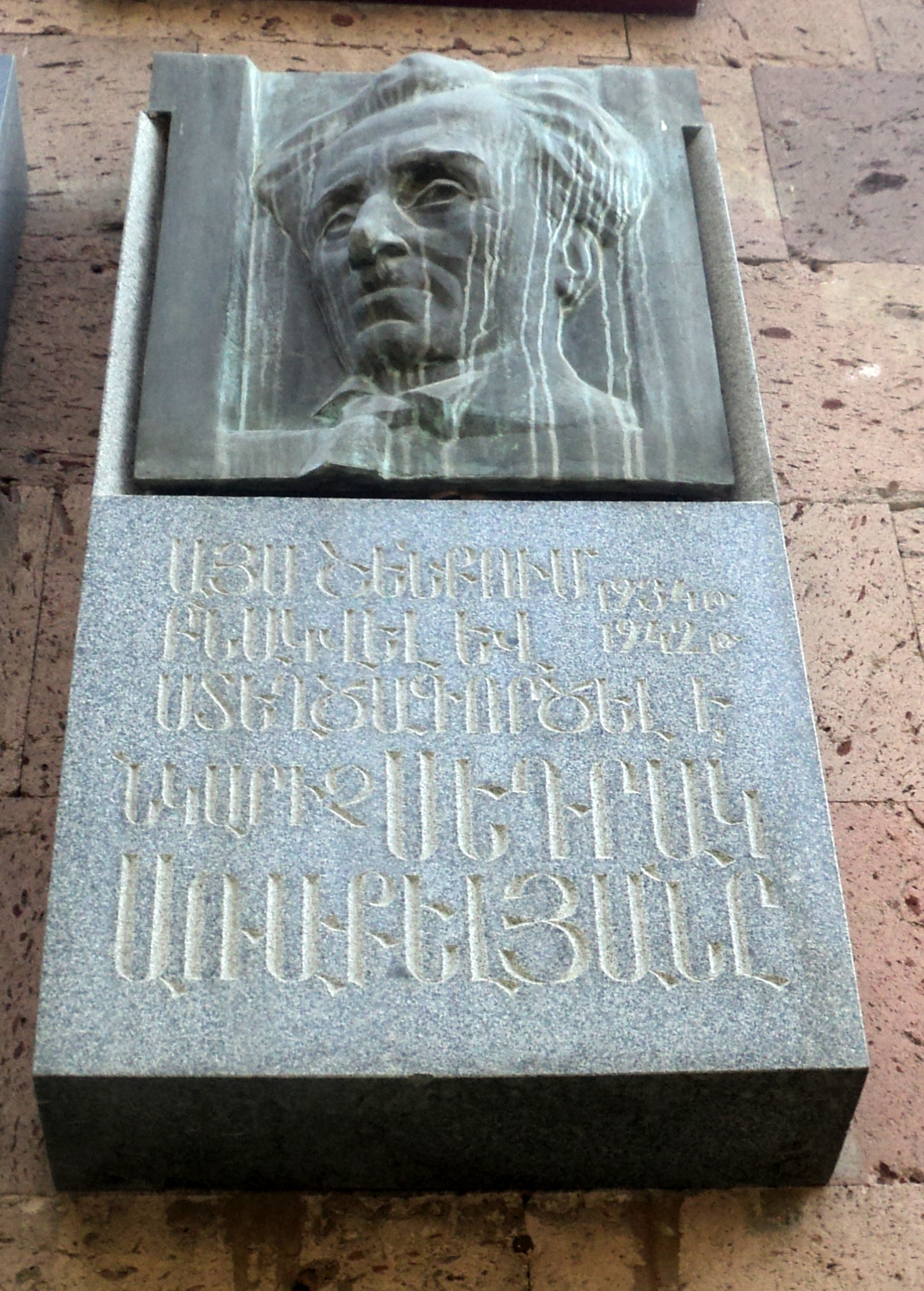